# گولهی
گولهی (به دیوهی: ގުޅި)، یکی از جزایر مسکونی در مالدیو است.

## خصوصیات
گولهی ۸۴۳ نفر جمعیت دارد.